# 차이추성
차이추성(중국어: 蔡楚生, 병음: Cài Chǔshēng, 한자음: 채초생, 1906년 1월 12일 ~ 1968년 7월 15일)은 중국의 영화 감독, 영화 각본가이다. 대표 작품으로는 1936년에 제작된 영화 《신여성》(新女性)이 있다.

## 생애
상하이 출신으로 어린 시절에는 유교, 회화를 배웠다. 1920년대에 여러 소규모 스튜디오에서 하급 직원으로 근무했고 밍싱 영화사에서 정정추 감독의 조수로 근무했다. 1932년에 롄화 영화사에 합류하여 영화 《남국의 봄》(南國之春), 《분홍색 꿈》(粉紅色的夢)의 감독을 맡았고 1934년에는 영화 《어부의 노래》(漁光曲)의 감독을 맡았다. 1930년대에는 모스크바 국제 영화제에서 중국 출신의 영화 감독으로는 최초로 국제상을 수상했다.
중일 전쟁 시기에는 홍콩으로 이주하여 영화 활동을 전개했으며 종전 이후에는 상하이로 돌아가서 영화 감독 활동을 재개했다. 특히 1947년에는 영화 《일강춘수향동류상집》(一江春水向東流上集)의 감독과 시나리오를 담당했다. 1949년에 일어난 중국의 공산주의 혁명 이후에는 중국 정부의 주요 행정 업무를 수행하는 한편 중국의 영화 산업 홍보, 영화 품질 점검, 유능한 영화인 양성 등에 주력했다.
1960년대 후반에 진행된 문화 대혁명을 계기로 중국의 여러 예술가, 지식인과 마찬가지로 박해의 대상이 되었고 자기 비판 조치에 따라 자신의 실수를 인정하는 글을 남기게 된다. 1968년에 일어난 극심한 고문의 후유증으로 인해 사망했는데 그의 유해는 바바오산 혁명 묘지에 안치되었다. 차이추성이 청년 시절을 보냈던 집은 중국 정부에 의해 공인된 역사적인 명소로 지정된 박물관으로 활용되고 있다.